# Suicidio de Kurt Cobain

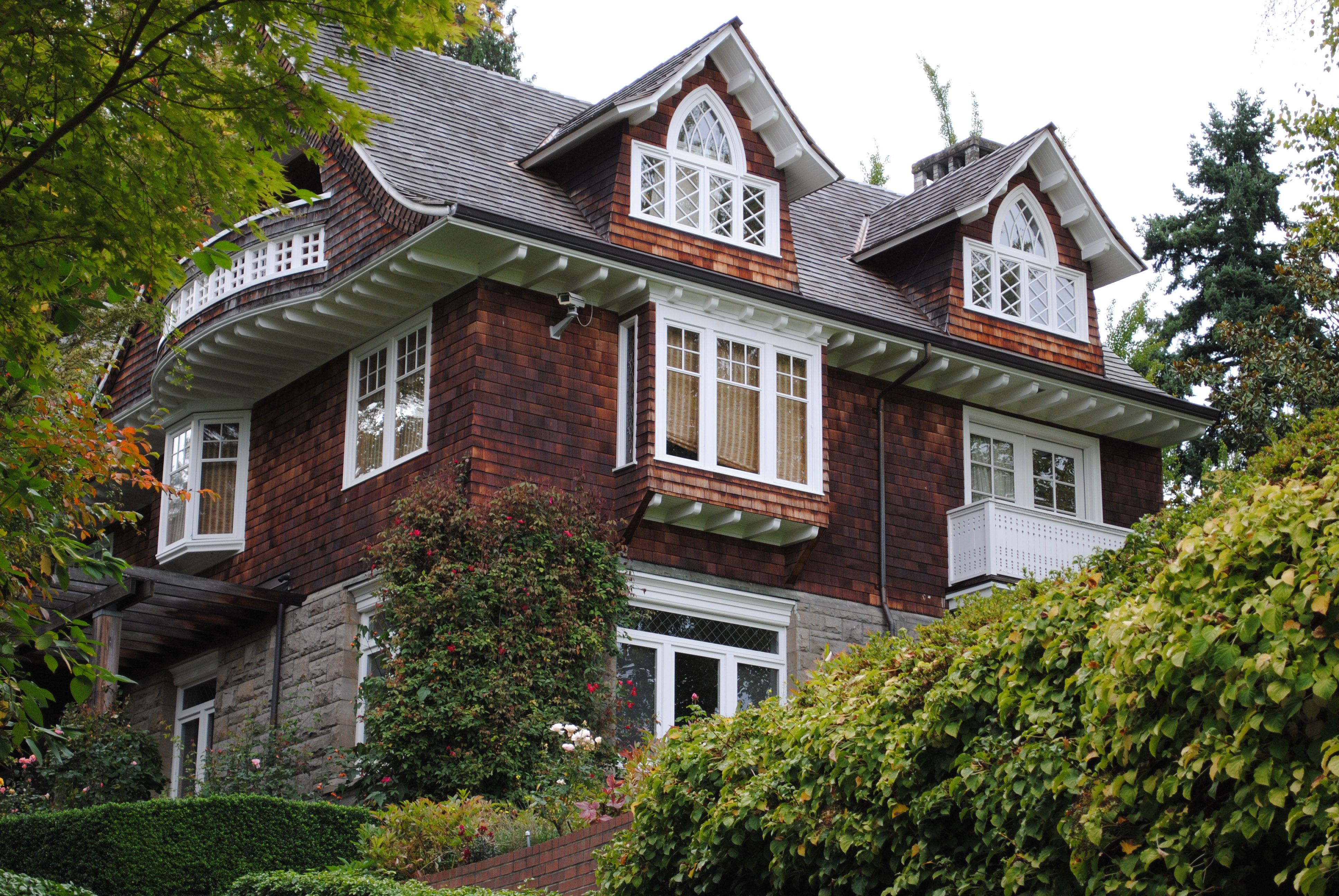
La casa de Kurt Cobain en Seattle, el lugar de su muerte (fotografiada en 2010)

El 8 de abril de 1994, Kurt Cobain, cantante y guitarrista de la banda estadounidense de grunge Nirvana, fue encontrado muerto en su casa de Seattle, Washington. Los investigadores forenses determinaron más tarde que había muerto tres días antes, el 5 de abril. El informe del incidente del Departamento de Policía de Seattle indicó que el cuerpo fue encontrado con una escopeta sobre el pecho, había sufrido una herida de bala visible en la cabeza y que se había descubierto una nota de suicidio cerca. La policía de Seattle dictaminó que la muerte del músico fue un suicidio. Tras su muerte, se difundieron teorías conspirativas de que fue asesinado.

## Trasfondo
Kurt Cobain fue el cantante principal y guitarrista de la banda estadounidense de grunge Nirvana, una de las bandas más influyentes de la década de 1990 y una de las bandas con más ventas de todos los tiempos. A lo largo de la mayor parte de su vida, sufrió bronquitis crónica y un dolor intenso debido a una condición estomacal crónica no diagnosticada.: 66  También era propenso al alcoholismo, sufría de depresión y usaba drogas e inhalantes con regularidad.: 76  Además dos de sus tíos se habían suicidado por arma de fuego.
El 3 de marzo de 1994, Cobain fue hospitalizado en Roma tras una sobredosis de analgésicos. Su agencia de gestión, Gold Mountain Records, dijo que la sobredosis fue accidental y que sufría de gripe y fatiga. Sin embargo, la esposa de Cobain, Courtney Love, dijo más tarde que la sobredosis había sido un intento de suicidio: «Tomó 50 pastillas. Probablemente olvidó cuántas tomó. Pero tenía un claro impulso suicida, de estar engullendo y engullendo y engullendo». La prima de Cobain, Beverly, enfermera de profesión, declaró que la familia tenía antecedentes de suicidio y que Cobain había sido diagnosticado con trastorno por déficit de atención con hiperactividad y trastorno bipolar.
Cobain dijo que su dolor de estómago había sido tan severo durante la gira europea de Nirvana en 1991 que se habría suicidado, y que tomar heroína era «lo único que me salvaba de pegarme un tiro en este momento». En la biografía de Charles Cross, Heavier Than Heaven, se cita al bajista de Nirvana, Krist Novoselic, al ver a Cobain en los días previos a su intervención: «Estaba muy callado. Simplemente estaba alejado de todas sus relaciones. No se conectaba con nadie».: 332  La oferta de Novoselic de comprarle la cena a Cobain resultó en que sin querer lo llevara a conseguir heroína: «Su traficante estaba allí. Quería que lo jodieran hasta el olvido... Quería morir, eso es lo que quería hacer».: 333 

## Suicidio
El 31 de marzo de 1994, Cobain abandonó el centro de rehabilitación en el que se había registrado el día anterior, Exodus Recovery Center, escalando una pared de seis pies. El 2 de abril, tomó un taxi a una tienda de armas de Seattle, donde compró y recibió un recibo por cartuchos de escopeta. Tras ello le dijo al taxista que quería comprar balas porque lo habían asaltado.
El 8 de abril, su cuerpo fue descubierto en el invernadero sobre el garaje de su casa en Lake Washington Boulevard East por el empleado de VECA Electric, Gary T. Smith, quien junto a otros trabajadores, llevaba varios días en la casa instalando un nuevo sistema de seguridad. Aquella mañana el electricista decidió mirar en el invernadero y vio un cuerpo tendido que inicialmente pensó que era un maniquí, hasta que observó sangre saliendo de la oreja. Rápidamente avisó a la policía la cual encontró una nota de suicidio con un bolígrafo atravesado dentro de una maceta y cruzada sobre el pecho de Cobain se encontró una escopeta Remington modelo 11 de calibre 20 comprada para él por su amigo, el músico Dylan Carlson. Este la había comprado legalmente en Stan Baker's Gun Shop en Seattle.
Cobain no quería que se comprara el arma a su nombre porque pensaba que la policía podría confiscarla para su propia protección ya que los agentes le había requisado armas de su propiedad dos veces en los últimos diez meses. El médico forense del condado de King notó heridas punzantes en el interior de los codos derecho e izquierdo. La escopeta no se revisó en busca de huellas dactilares hasta el 6 de mayo de 1994 y según el informe de análisis de huellas dactilares, se levantaron cuatro huellas latentes, pero no se podían usar ya que su mano izquierda había envuelto el cañón.
El 14 de abril, el Seattle Post-Intelligencer informó que Cobain estaba «colocado con heroína cuando apretó el gatillo». El periódico informó que las pruebas toxicológicas determinaron que el nivel de morfina en su torrente sanguíneo era de 1,52 mg por litro y que había evidencia de Valium en su sangre. El informe contenía una cita de Randall Baselt del Instituto Toxicológico Químico y autor de las doce ediciones del libro de texto de toxicología forense común «Disposición de drogas tóxicas y productos químicos en el hombre» (incluido su capítulo sobre heroína) declaró que su nivel de heroína estaba en «una alta concentración, por cualquier motivo», pero que la potencia de la dosis dependería de muchos factores, incluido el grado de habituación de Cobain a la droga.
También se extendió el rumor de que el músico había estado usando mucho un dispositivo visual llamado Dreamachine, construido para Cobain por el director de orquesta David Woodard, en los días previos a su suicidio, aunque informes posteriores lo negaron.
En marzo de 2014, el Departamento de Policía de Seattle reveló cuatro rollos de película que habían quedado en una bóveda de pruebas. Según la policía de Seattle, las fotografías muestran la escena del cadáver de Cobain con más claridad que las anteriores imágenes Polaroid tomadas por la policía. Se le pidió al detective Mike Ciesynski, un investigador de casos sin resolver, que mirara la película porque «son 20 años después y es un caso de alta difusión». Ciesynski declaró que la causa oficial de la muerte de Cobain seguía siendo el suicidio y que las imágenes no se darían a conocer al público; sin embargo, las imágenes se publicaron en 2016. Según un portavoz de la policía, el SPD recibe al menos una solicitud semanal, principalmente a través de Twitter, para reabrir la investigación. Esto resultó en el mantenimiento del informe básico de incidentes en el archivo.